# Juliet Cuthbert

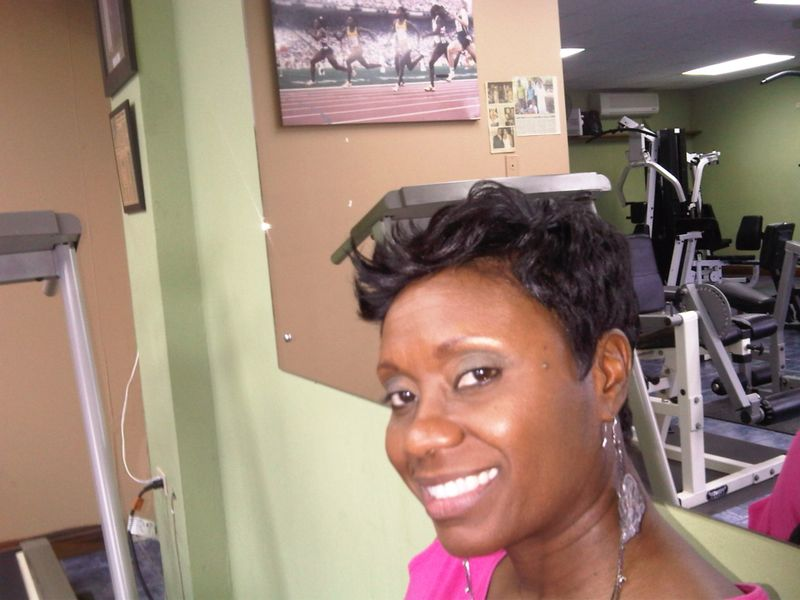
Juliet Cuthbert 2014

Juliet Cuthbert (* 6. April 1964 im Saint Thomas Parish auf Jamaika) ist eine ehemalige jamaikanische Leichtathletin, die 1992 und 1996 olympische Medaillen gewann.
Cuthbert besuchte die Morant Bay High School. Danach die Olney High School in Philadelphia sowie die University of Texas at Austin. Ihre Disziplinen waren der 100- und der 200-Meter-Lauf.
Bei den Weltmeisterschaften 1991 gewann sie in der 4-mal-100-Meter-Staffel die Goldmedaille, 1995 und 1997 holte sie in der gleichen Disziplin jeweils die Silbermedaille, nachdem sie bereits 1983 Bronze gewonnen hatte.
Bei den XXV. Olympischen Spielen 1992 in Barcelona, Spanien, gewann sie im 100-Meter-Lauf die Silbermedaille hinter der US-Amerikanerin Gail Devers (Gold) und vor der für die für das Vereinte Team der GUS startenden Russin Irina Anatoljewna Priwalowa (Bronze). Über 200 Meter gewann sie ebenfalls die Silbermedaille hinter der US-Amerikanerin Gwen Torrence (Gold) und vor der Jamaikanerin Merlene Ottey (Bronze). Bei den XXVI. Olympischen Spielen 1996 in Atlanta gewann sie die Bronzemedaille 4-mal-100-Meter-Staffel zusammen mit ihren Teamkolleginnen Michelle Freeman, Nikole Mitchell und Merlene Ottey.
1992 wurde Cuthbert zu Jamaikas Sportlerin des Jahres gewählt.